# NGC 6375
NGC 6375 ist eine elliptische Galaxie vom Hubble-Typ E0 im Sternbild Herkules.
Sie wurde am 15. Mai 1864 von Albert Marth entdeckt.